# Тугаёган
Тугаёган (устар. Туга-Еган) — река в России, протекает по Александровскому району Томской области. Устье реки находится в 2 км по правому берегу реки Патынъёган. Длина реки составляет 14 км.

## Данные водного реестра
По данным государственного водного реестра России относится к Верхнеобскому бассейновому округу, водохозяйственный участок реки — Обь от впадения реки Васюган до впадения реки Вах, речной подбассейн реки — Васюган. Речной бассейн реки — (Верхняя) Обь до впадения Иртыша.